# Horloge Qarawiyyin de Fès

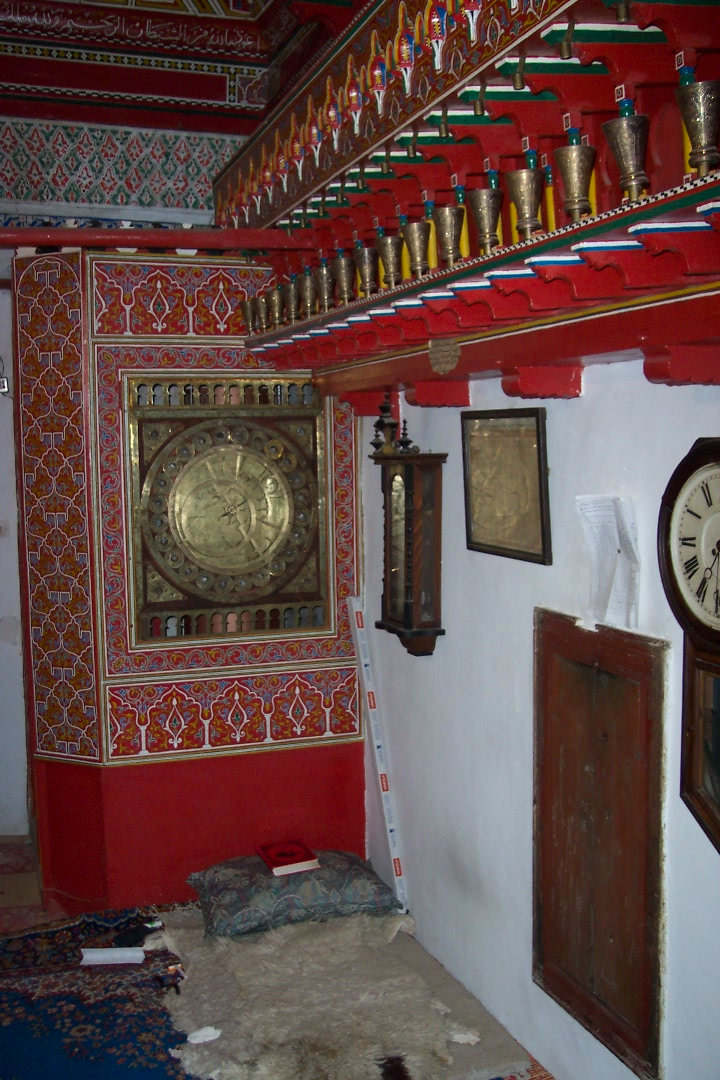
La ġrīfa de la Qarawiyyin de Fez

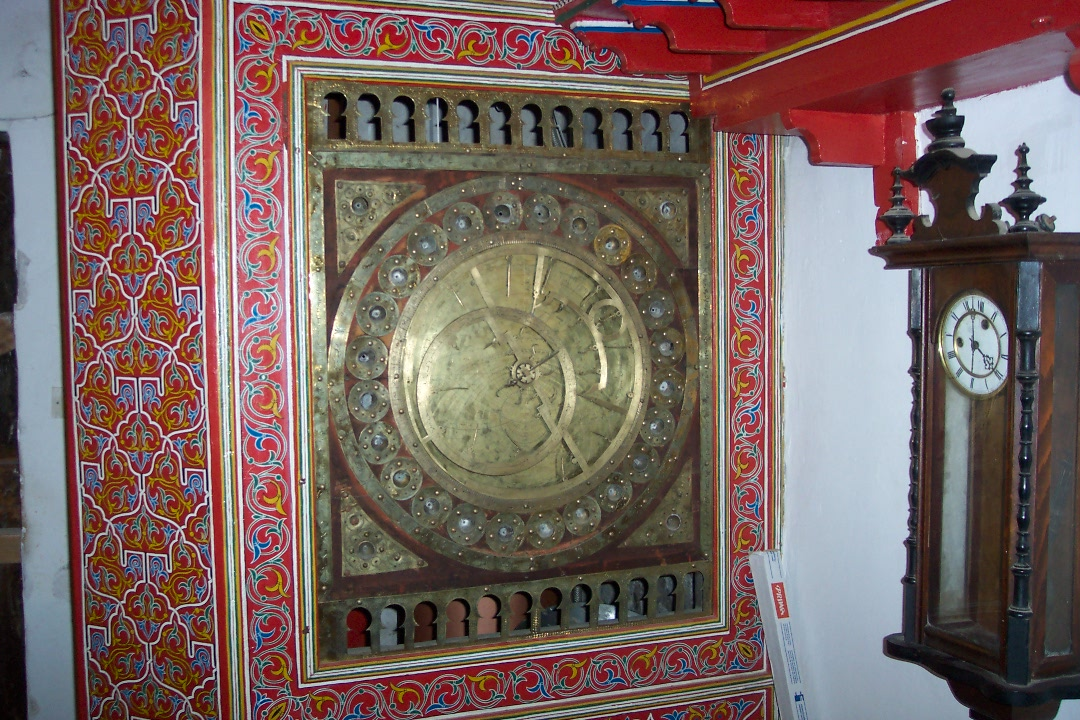
Astrolabe de grifa

 (novembre 2019).
L'horloge Qarawiyyin de Fès,,,, appelée aussi l'horloge astrolabique de la ġurayfa  (prononcée à Fez : ġrīfa), est une horloge astronomique.

## Historique
À partir de la fin du XIIIe siècle, la mosquée Qarawiyyin s'est dotée d'instruments de mesure du temps.
Quatre versions de clepsydre et d'horloges astronomiques ont été installés :
- La première horloge hydraulique (clepsydre basique), est construite en 1286 après J.-C. (685 H), par le mu‘addil Muḥammad Ibn al-Ḥabbāk. Il s’agissait d’une clepsydre basique, graduée et trouée,constituée d’une réserve d’eau, le niveau des traits du clepsydre indiquait les heures le jour et la nuit quand le ciel est couvert. Le système a été ignoré et abandonné par la suite. .(al-Ğaznā’ī dans Zahrat al-ās) .
- En 1317 après. J.-C., Le Mu‘addil Muḥammad Ṣanhāğī al-Naṭṭā‘ et son collaborateur, Muḥammad al-Qarasṭūnī, ont remplacé le système précédent par une 'horloge' hydraulique à base de clepsydre classique constitué par deux réserves d’eau, décalées en hauteur, qui déverse vers le réservoir inférieur. (al-Ğaznā’ī dans Zahrat al-ās)
- En 1347 après J.-C. (747 H), Muḥammad Ibn al-‘Arabi a restauré l’horloge en ajoutant une grille (šabaka).(al-Ğaznā’ī dans Zahrat al-ās). La technique de la grille des heures inégales combinées ou pas aux maisons du zodiaque, est très connue depuis l’antiquité, développée et améliorée par les ingénieurs arabes d'Orient et d'Andalousie.
- En 1361 après J.-C., c’est l’astronome mathématicien al-Lağā’ī Abū Zayd ‘Abd al-Raḥmān Ibn Sulaymān[5],[6],[7], disciple de Ibn al-Bannāʾ qui est chargé par le sultan Abū Sālim Ibrahim Ibn Saïd le Mérinide (761-762 H, 1359-1361 après J.-C.) de l’amélioration de la manğāna. Le couplage à un astrolabe est réalisé, c’est celui qui est encore en place. (Ibn al-Khaṭīb al-Qusanţīnī*, Mémorial du Maroc , ‘Abdallâh Guenoun, Muḥammad Manūnī,Abu Shams Leila et Gonàlez-Vàzquez Araceli.

Dans la ġurayfa (Fez: ġrīfa) un document a été trouvé mentionnant : 

« Louange à Dieu, cette manğāna a été construite, avec l’astrolabe
qui la complète, sur ordre de notre seigneur le sultan Abū Salim,
fils de notre seigneur Abū l-Ḥasan, fils de notre seigneur Abū
Saïd, fils de notre seigneur Abū Yūsuf, fils de ‘Abd al-Ḥaqq le Mérinide. Sa construction et sa mise en place ont été achevées le 21 Muharram de l’an 763 h »

L 'ensemble possède les principales fonctions d'une horloge astronomique, on a bien :
- La fonction d'affichage visuelle et sonore.
- Le reste de la fonction énergie-transmission.
- La fonction de régulation (présence de l'astrolabe).

On y trouve l'un des joyaux de l'ingénierie médiévale : le seul couplage connu d'un astrolabe avec une clepsydre avec deux interfaces.
L'astrolabe de 71 cm est fixé à un cadre qui fait office d'une première interface visuelle avec 12 ṭaqa-s (petites fenêtres) dans la partie supérieure du cadre ainsi que 12 autres dans la partie inférieure. Il doté d'une araignée de 42 cm de diamètre entouré de 24 sphères argentées.
La deuxième interface est visuelle et sonore, on y voit 24 récipients (cymbales) et 24 portes correspondantes (système à billes).
Une grande partie du mécanisme de la gestion de ces sphères et des fenêtres de l'astrolabe a disparu ainsi que le lien de couplage avec la deuxième interface latérale.